# I Love Youからはじめよう -安全地帯BEST-
『I Love Youからはじめよう -安全地帯BEST-』（アイラブユーからはじめよう -あんぜんちたいベスト-）は、日本のロックバンドである安全地帯の1作目のベスト・アルバム。
1988年12月10日にキティレコードからリリースされた。バンドの活動休止が宣言された後にリリースされた安全地帯初のベスト・アルバムであり、6枚目のアルバム『安全地帯VI〜月に濡れたふたり』（1988年）以来8カ月ぶりのリリースとなった。本作のプロデュースは星勝と金子章平が担当している。
4枚目のシングル「ワインレッドの心」（1983年）から19枚目のシングル「微笑みに乾杯」（1988年）の中からA面曲が12曲選曲されている。8枚目のシングル「熱視線」（1985年）および「微笑みに乾杯」は本作にてアルバム初収録となった。本作はオリコンアルバムチャートにおいて第4位となり、1993年の再リリース盤は日本レコード協会の集計において売り上げ枚数が80万枚を超えたためダブル・プラチナ認定を受けている。安全地帯は1989年の1年間は活動休止となったが、後に7枚目のアルバム『安全地帯VII〜夢の都』（1990年）をリリースして活動再開となった。

## 背景
アルバム『安全地帯VI〜月に濡れたふたり』（1988年）リリース後、安全地帯は4月から7月23日の香港コロシアムまで「MIASS CONCERT 安全地帯VI」と題したコンサートツアーを17都市全24公演にて敢行した。8月24日にはフジテレビ系音楽番組『夜のヒットスタジオDELUXE』（1985年 - 1989年）に出演し新曲となる「微笑みに乾杯」を演奏するも、玉置浩二から「より良い音楽をやりたいので、少しの間だけ時間を下さい」と安全地帯の活動休止が発表された。翌8月25日にシングル「微笑みに乾杯」がリリースされ、安全地帯は活動休止する事となった。

## 構成
歌詞カードには「Since 1982～1988」と記載されているものの、実際には1983年から1988年までに発表されたシングルが収録されており、1982年発表のデビュー・シングル「萠黄色のスナップ」の他にも2枚目のシングル「オン・マイ・ウェイ」、3枚目のシングル「ラスベガス・タイフーン」、5枚目のシングル「真夜中すぎの恋」、6枚目のシングル「マスカレード」、16枚目のシングル「Juliet」、17枚目のシングル「月に濡れたふたり」は収録されていない。
8枚目のシングル「熱視線」（1985年）および19枚目のシングル「微笑みに乾杯」は本作にてアルバム初収録となった他、14枚目のシングル「好きさ」と15枚目のシングル「じれったい」は、クロスフェードとなっている。

## リリース、チャート成績
本作は1988年12月10日にキティレコードからLPレコード、カセットテープ、CDの3形態でリリースされた。また、LPレコードでのリリースは本作が最後となった。
1993年8月25日にはパッケージや規格品番の変更がない形で再リリースされた。
本作はオリコンアルバムチャートにおいて、LPレコードは最高位第5位、登場週数19回で売り上げ枚数は1.8万枚、CDおよびカセットテープも含めた総合では最高位第4位、登場週数は19回で売り上げ枚数は34.5万枚となった。その他、1989年度の年間チャートでは26位となっている。

## 収録曲
CDブックレットに記載されたクレジットを参照。
| #         | タイトル                   | 作詞      | 作曲      | 編曲           | 時間  |
| --------- | -------------------------- | --------- | --------- | -------------- | ----- |
| 1.        | 「ワインレッドの心」       | 井上陽水  | 玉置浩二  | 安全地帯、星勝 | 4:11  |
| 2.        | 「恋の予感」               | 井上陽水  | 玉置浩二  | 安全地帯、星勝 | 4:35  |
| 3.        | 「熱視線」                 | 松井五郎  | 玉置浩二  | 安全地帯、星勝 | 4:12  |
| 4.        | 「悲しみにさよなら」       | 松井五郎  | 玉置浩二  | 安全地帯       | 4:31  |
| 5.        | 「碧い瞳のエリス」         | 松井五郎  | 玉置浩二  | 安全地帯、星勝 | 4:07  |
| 6.        | 「プルシアンブルーの肖像」 | 松井五郎  | 玉置浩二  | 安全地帯、星勝 | 4:16  |
| 合計時間: | 合計時間:                  | 合計時間: | 合計時間: | 合計時間:      | 25:52 |

| #         | タイトル                     | 作詞      | 作曲      | 編曲                     | 時間  |
| --------- | ---------------------------- | --------- | --------- | ------------------------ | ----- |
| 7.        | 「夏の終りのハーモニー」     | 井上陽水  | 玉置浩二  | 星勝、安全地帯、中西康晴 | 4:24  |
| 8.        | 「Friend」                   | 松井五郎  | 玉置浩二  | 安全地帯、星勝           | 3:53  |
| 9.        | 「好きさ」                   | 松井五郎  | 玉置浩二  | 安全地帯、星勝           | 2:35  |
| 10.       | 「じれったい」               | 松井五郎  | 玉置浩二  | 安全地帯、星勝           | 3:40  |
| 11.       | 「I Love Youからはじめよう」 | 松井五郎  | 玉置浩二  | 安全地帯、星勝、BAnaNA   | 4:30  |
| 12.       | 「微笑みに乾杯」             | 松井五郎  | 玉置浩二  | 安全地帯、星勝           | 4:37  |
| 合計時間: | 合計時間:                    | 合計時間: | 合計時間: | 合計時間:                | 23:39 |

## スタッフ・クレジット
CDブックレットに記載されたクレジットを参照。
- 星勝 – プロデューサー
- 金子章平 – プロデューサー
- 諸鍜治辰也 (MIG) – エンジニア
- 多賀英典 – エグゼクティブ・プロデューサー

## チャート、認定
| チャート         | 最高順位 | 登場週数 | 売上数   | 規格       | 出典  |
| ---------------- | -------- | -------- | -------- | ---------- | ----- |
| 日本（オリコン） | 5位      | 19回     | 1.8万枚  | LP         | [ 3 ] |
| 日本（オリコン） | 4位      | 19回     | 34.5万枚 | LP, CT, CD | [ 2 ] |

| 国/地域 | 認定組織         | 日付       | 認定             | 売上数   | 出典   |
| ------- | ---------------- | ---------- | ---------------- | -------- | ------ |
| 日本    | 日本レコード協会 | 1995年12月 | プラチナ         | 400,000+ | [ 10 ] |
| 日本    | 日本レコード協会 | 1999年2月  | ダブル・プラチナ | 800,000+ | [ 4 ]  |

## リリース日一覧
| No. | 地域 | リリース日     | レーベル             | 規格 | カタログ番号 | 備考 | 出典         |
| --- | ---- | -------------- | -------------------- | ---- | ------------ | ---- | ------------ |
| 1   | 日本 | 1988年12月10日 | キティレコード       | LP   | 28MS 0180    |      | [ 2 ] [ 11 ] |
| 2   | 日本 | 1988年12月10日 | キティレコード       | CT   | 28CS 0180    |      | [ 2 ]        |
| 3   | 日本 | 1988年12月10日 | キティレコード       | CD   | H32K 20110   |      | [ 2 ] [ 12 ] |
| 4   | 香港 | 1988年         | ポリドール・レコード | LP   | 837 830-1    |      | [ 8 ]        |
| 5   | 香港 | 1988年         | ポリドール・レコード | CD   | 837 830-2    |      |              |
| 6   | 日本 | 1993年8月25日  | キティレコード       | CD   | H32K 20110   |      | [ 8 ]        |